# إليس كلاري
إليس كلاري (بالإنجليزية: Ellis Clary)‏ هو لاعب كرة قاعدة أمريكي، ولد في 11 سبتمبر 1916 في فالدوستا في الولايات المتحدة، وتوفي بنفس المكان في 2 يونيو 2000.

## وصلات خارجية
- إليس كلاري على موقعبيزبول رفرنس.كوم (الدوري الرئيسي) (الإنجليزية)
- إليس كلاري على موقع قاعة جورجيا للمشاهير الرياضية (مؤرشف) (الإنجليزية)